# パンなキッス
『パンなキッス』は、華原七海による日本の4コマ漫画作品。月刊4コマ漫画雑誌『まんが4コマKINGSぱれっと』VOL.3から2010年8月号まで掲載された。「地域密着商店街系ラブコメ」4コマ漫画。

## 登場人物
早乙女 菜々子（さおとめ ななこ）
7月7日生まれ、身長148cm
パン屋「メルベイユ」でアルバイトをする、パンが好きな女子高生。占いが好きで「素敵な彼に出会えるかも」の占い通り（？）店先で行き倒れていた仁見を踏みつける形で出会う。みみみシスターズのイヌ耳次女。
品川 亜梨子（しながわ ありす）
12月24日生まれ、身長152cm
ケーキ屋「アリスドール」の看板娘で女子高生。舌っ足らずなようで「菜々子」を「にゃにゃこ」、「七番」を「にゃにゃばん」と言ってしまう。みみみシスターズのネコ耳末っ子。
葛生 理子（くずき りこ）
4月2日生まれ、身長161cm
和菓子屋「鶴屋浪漫堂」の社長令嬢にして、次期店長候補の女子高生。姉に理名がいる。ドジっ娘のようで、品出しやレジ打ちを苦手としているが、メガネを外すと別人のような働きぶりだが暴走してしまう（このメガネを外したときのスキルは3年間、山奥の女学院で身に付けた）。みみみシスターズのウサ耳長女。
新方 みのり（あらかた みのり）
身長161cm
「メルベイユ」店長。なるみの妹。
新方 なるみ（あらかた なるみ）
身長178cm
「メルベイユ」社長兼パン職人。
仁見 圭介（ひとみ けいすけ）
身長186cm
パンをこよなく愛する貧乏大学生。「メルベイユ」でアルバイトをしている。
佐藤 敏夫（さとう としお）
身長170cm
仁見の同級生でアキバ系。一度きりのゲストキャラだったが単行本第1巻で名前が発表された。
葛生 理名（くずき りな）
理子の姉。

## 単行本
- 一迅社 まんが4コマKINGSぱれっとコミックス
  1. 第1巻(2008年8月15日初版発行) ISBN 978-4-7580-8016-3
  2. 第2巻(2009年11月5日初版発行) ISBN 978-4-7580-8062-0
  3. 第3巻(2010年10月5日初版発行) ISBN 978-4-7580-8097-2